# 神奈川県道609号公所大磯線

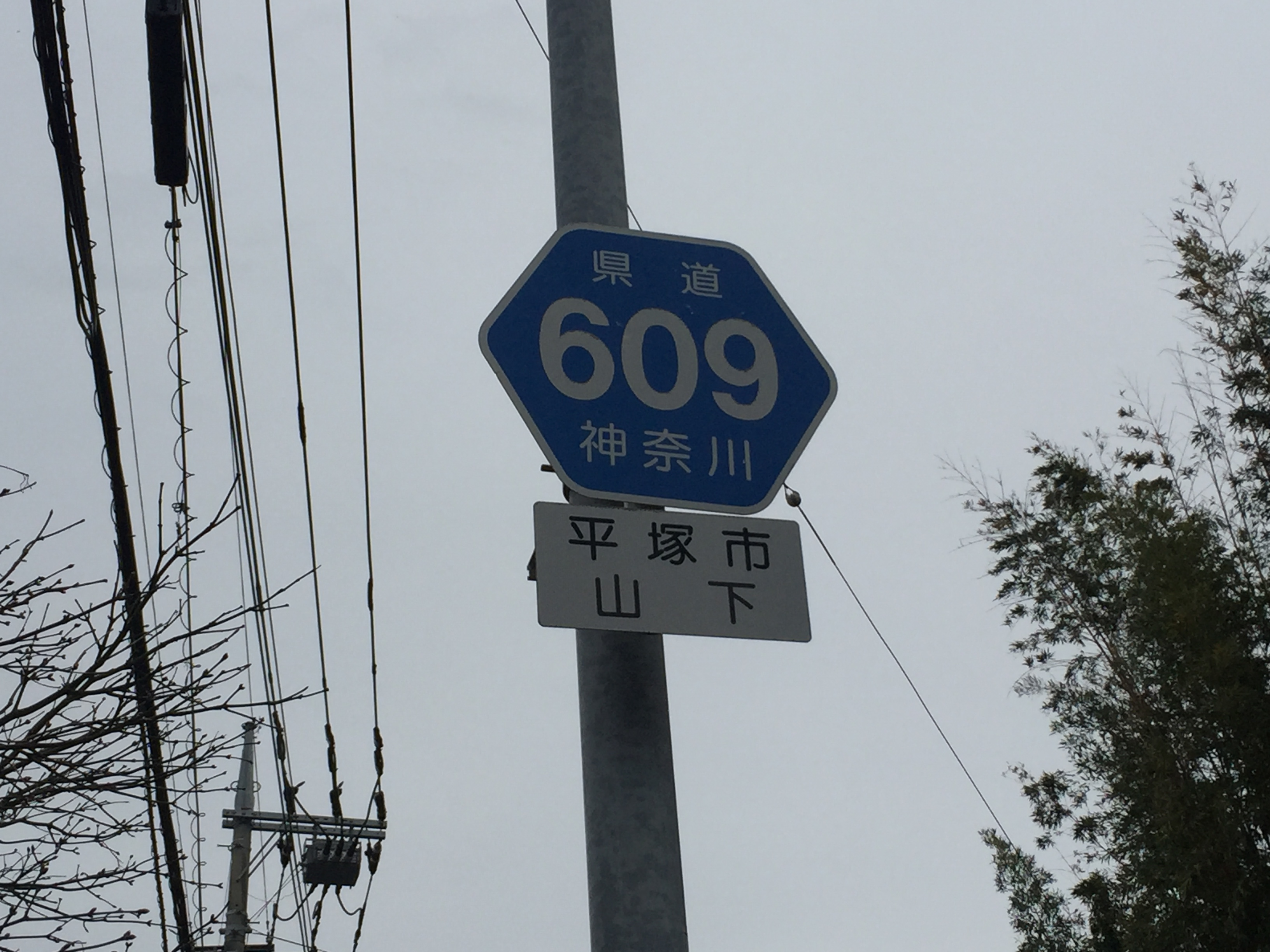
県道番号標示（平塚市山下）

神奈川県道609号公所大磯線（かながわけんどう609ごう ぐぞおおいそせん）は、神奈川県平塚市と中郡大磯町を結ぶ一般県道。

## 概要
- 総延長：4.3km
- 起点：平塚市公所 公所北交差点（神奈川県道63号相模原大磯線接続）
- 終点：中郡大磯町高麗 花水橋東交差点（国道1号・神奈川県道62号平塚秦野線接続）
- Google マップ

## 通過する自治体
- 神奈川県
  - 平塚市 - 中郡大磯町 - 平塚市 - 中郡大磯町

## 経路および交差・接続する道路・河川・鉄道路線
- 神奈川県平塚市
  - 公所北交差点（神奈川県道63号相模原大磯線）
  - 橋梁（名称不明）（河内川）※2回渡る。
  - 立体交差（東海道新幹線）
  - 橋梁（名称不明）（高根川）
- 神奈川県中郡大磯町
  - 高麗大橋（金目川サイクリングコース・花水川）
- 神奈川県平塚市
  - 万田交差点
（この間二重経路）
  - 高根交差点
- 神奈川県中郡大磯町
  - 花水橋東交差点（国道1号・神奈川県道62号平塚秦野線）

## 周辺の施設・地理
- 平塚市立旭小学校
- 平塚市立山城中学校
- 湘南平
- 高麗山
- 相模貨物駅